# نصف‌النهار ۶۴ درجه غربی
نصف‌النهار ۶۴ درجه غربی ۶۴مین نصف‌النهار غربی از گرینویچ است که از لحاظ زمانی 4ساعت و 16دقیقه با گرینویچ اختلاف زمانی دارد.
این نصف‌النهار از قطب شمال شروع و از مناطق زیر گذشته و به قطب جنوب ختم می‌شود.
- گرینلند
- اقیانوس اطلس
- آمریکای لاتین
- کانادا